# Yaxcabá
Yaxcabá är en kommun i Mexiko.   Den ligger i delstaten Yucatán, i den östra delen av landet, 1 100 km öster om huvudstaden Mexico City. Antalet invånare är 14 802. Arean är 1 079 kvadratkilometer.
Terrängen i Yaxcabá är mycket platt.
Följande samhällen finns i Yaxcabá:
- Tixcacaltuyub
- Tiholop
- Santa María
- San Pedro
- San Marcos
- Tinuncah
- Huechen Balam
- X-Mexil